# Fernanda Melchor
Fernanda Melchor (ur. 1 stycznia 1982 w Veracruz – meksykańska pisarka, najbardziej znana z powieści „Sezon huraganów”, za którą otrzymała w 2019 r. Nagrodę Anny Seghers i znalazła się na krótkiej liście do Międzynarodowej Nagrody Bookera w 2020 roku.

## Życiorys i kariera
Melchor ukończyła dziennikarstwo na Uniwersytecie Veracruz, gdzie pełniła funkcję koordynatora ds. komunikacji w kampusie Veracruz-Del Río.
Publikowała beletrystykę i literaturę faktu w The Paris Review, La Palabra y el Hombre, Letras Libres, Excélsior, Replicante, Milenio semanal, Le Monde dyplomatyczny, Vice Latinoamérica, GQ Latinoamérica i Vanity Fair Latinoamerica. Karierę pisarską rozpoczęła w 2013 r. publikacją zbioru dziennikarstwa literackiego Aquí no es Miami (2013) oraz swojej pierwszej powieści Falsa Liebre (2013).
Sezon huraganów — powieść oparta na morderstwie czarownicy w małym miasteczku w rodzinnym stanie pisarki, Veracruz — została uznana za jedną z najlepszych powieści w Meksyku w 2017 roku. Książka została przetłumaczona na język niemiecki przez Angelicę Ammar i na język angielski przez Sophie Hughes . Zdobyła ona Międzynarodową Nagrodę Literacką 2020 przyznawaną przez niemieckie Haus der Kulturen, i znalazła się na krótkiej liście do Międzynarodowej Nagrody Bookera 2020.
W 2015 roku Fernanda Melchor została włączona do antologii wydawnictwa Conaculta jako jeden z polecanych meksykańskich autorów poniżej 40. roku życia.
W 2018 roku Melchor otrzymała nagrodę PEN Mexico Award za wybitne osiągnięcia literackie i dziennikarskie.
W 2019 roku Melchor została nagrodzona Międzynarodową Nagrodą Literacką oraz nagrodą Anna Seghers-Preis wspólnie z niemieckim pisarzem Joshuą Grossem.
Książka Fernandy Melchor z 2021 roku, Paradais, w tłumaczeniu Sophie Hughes, znalazła się na liście nominacji do nagrody książkowej LA Times.
We wrześniu 2023 roku angielskie tłumaczenie książki Aquí no es Miami (To nie jest Miami) znalazło się na długiej liście nominacji do National Book Award for Translated Literature.
W 2024 roku za książkę Aquí no es Miami (To nie jest Miami) otrzymała Nagrodę im. Ryszarda Kapuścińskiego, międzynarodową nagrodę literacką w dziedzinie reportażu literackiego.